# Elisabeth Moore
Elisabeth Holmes Moore (Brooklyn, 5 marzo 1886 – Starke, 22 gennaio 1959) è stata una tennista statunitense.

## Carriera
Ha vinto gli U.S. National Championships 4 volte in singolare e due volte sia in doppio che in doppio misto.
È entrata a far parte della International Tennis Hall of Fame.